# Claxton Welch
Claxton Welch (Portland, 3 de julho de 1947) é um ex-jogador profissional de futebol americano estadunidense.

## Carreira
Claxton Welch foi campeão da temporada de 1971 da National Football League jogando pelo Dallas Cowboys.